# Arquiatre

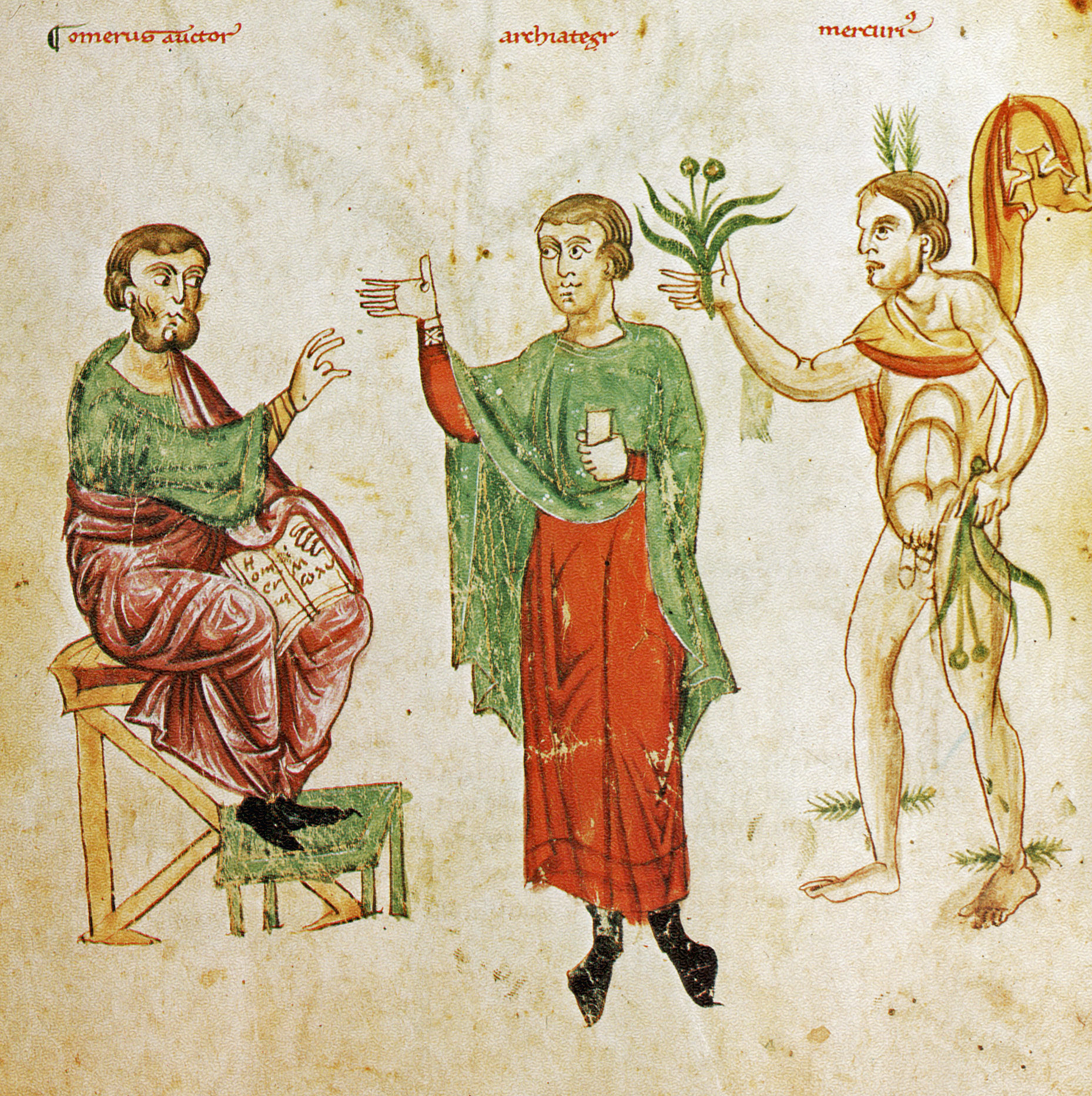
Esta escena alegórica muestra a Homero, un médico y el dios Mercurio, que sostiene la hierba Moly descrita por Homero. Las alas de la cabeza y los tobillos de Mercurio han sido reinterpretadas en la Edad Media como excrecencias en forma de espina de pez, y el manto extrañamente levantado podría ser una referencia a los aurigas a toda velocidad. También destacan los genitales, que por una vez no han sido borrados. Esta miniatura es una copia de un modelo del siglo VI (Medicina antiqua, Cod. Vind. 93. Detalle de la hoja 61 verso)

El arquiatre o archiatro era el médico principal que servía a un monarca. En la corte imperial romana, el principal de los arquiatres tenía el rango más alto con el título de Comes arquiatre.
El término también se utiliza para los médicos principales en ciertas comunidades. La palabra se forma del Griego ἀρχή Arche, "cabeza", y ἴατρος iatros, médico; los equivalentes latinos son principium y medicus.
En Finlandia arkkiatri es el más alto título honorífico que se otorga a un médico a través del Presidente pero a diferencia de los romanos, solo uno es arquiatre y no varios. El arquiatre más famoso ha sido Arvo Ylppö, que inició la pediatría en el país y se le atribuye la reducción enorme de mortalidad infantil hasta niveles muy bajos.
En la Ciudad del Vaticano,  al médico personal del Papa todavía se le llama oficialmente arquiatre. 

## El arquiatro en la Antigua Roma
La denominación de Arquiatro, que era una de las mayores honras que recibieron los médicos en el imperio romano, es de época incierta pues después que Julio César ensalzó la condición de los médicos, concediéndoles el derecho de ciudadanos y Musa recibió esta misma consideración de Augusto, a quien salvó la vida, fueron acudiendo muchos médicos griegos a la capital, tanto para gozar de aquel privilegio, como porque entonces eran escasos los nacionales. (Sueton., Julio Cesar , cap. 42.). A la consideración de Arquiatro para el médico más condecorado y a la de ciudadano romano para todos, fueron siguiéndose varios otros privilegios concedidos por los emperadores y demás soberanos poderosos. Augusto, además de las recompensas personales que concedió a su salvador Antonio Musa, se dice que libró para siempre a los médicos de las cargas públicas y de los impuestos. (Dion. Casis, historia romana , lib. 53 , cap. 30.) Una de las circunstancias más importantes que ocurrieron en favor de los médicos, fue la costumbre de confiar los emperadores su salud a los más acreditados y esto fue suficiente para hacer conocer cuan necesario era honrar la medicina y los médicos para sacar de ella y de ellos el precioso partido de que eran susceptibles.
Desde este tiempo los médicos instruidos, provistos de privilegios bien determinados, fueron colocándose por el gobierno en los puestos más importantes. Los médicos de cámara de los tres primeros emperadores sucesores de Augusto, no gozaron de prerrogativa notable, a no ser la de estar destinados en la corte; pero Nerón nombró arquiatro al suyo, llamado Andrómaco el antiguo o de Verona, y a Teófilo de Alejandría; Orivasio fue nombrado para la misma dignidad por Juliano y Demetrio el Magno lo fueron por Valente y Valentiniano. La palabra arkiatros, que comenzó a introducirse en las colonias romanas respecto a los médicos de mayor consideración, provendría de la lengua griega jatros, que significa médico, y de arki, primero, que conduce a creer haber significado siempre lo mismo que entre nosotros protomédico, cirujano mayor o primer médico. Es verdad que este título no procuraba entonces al que le obtenía más que una distinción honrosa entre sus colegas pero el ser el primero en su profesión incluía la idea de superioridad y mando o tener alguna influencia sobre el ejercicio general del arte y cierta preferencia y autoridad en las discusiones habidas entre los facultativos. (Galen. de Ther. ad Pis . tomo XIII, cap. 1, pág 930.)
Había varias diferencias de arquiatros, pero los principales eran los arquiatros populares y los arquiatros palatinos. 

### Arquiatros populares
Los primeros se habrían establecido poco tiempo después del advenimiento de Andrómaco a esta dignidad pues habiéndose convencido el gobierno romano de los ventajosos efectos que resultaban de tener una inspección suprema que vigilase sobre muchos médicos y sus diversas sectas y de que no era suficiente un solo arquiatro para el desempeño de todo el imperio, dio una ley Antonino Pío, hacia la mitad del segundo siglo en que se señala el número de ellos que debía haber en la capital y en todas las demás ciudades y pueblos. Las villas pequeñas podían tener hasta cinco exentos de cargas concegiles e impuestos, las grandes siete, las mayores diez y en Roma, sin contar los de los barrios (regiones), había catorce, cinco para las vestales y uno para asistir y curar las heridas de los gimnasios, llamados todos arquiatros populares. Los elegían los ciudadanos que tenían derecho de votar y eran confirmados por sus colegas entre los cuales debían tener al menos, siete votos en su favor, ocupando la última plaza; bien que en lo sucesivo fue necesaria la aprobación del emperador. Los sueldos de estos médicos públicos, tan parecidos a los nuestros de partido y a los cirujanos de estuche, consistían en frutos que daban las poblaciones y en salarios conferidos por los decuriones, de que nadie los podía privar sino el gobierno. (Cod. Thed., lib. 13, tomo III, ley 8 de med. et. prob.; Cod. Just., lib. 10, tomo LII, ley 6 de med., lib. 9, archíatrio; Dig. lib. 4 , tomo IX, ley 1 de med.; Ord. de Valentín, et. Valent. de 364, 375 y 378; Semmach Epist., ley 10, epístola 47, edic. de Par. Ñeap., 1677, pág. 421 , en 8.°) Después de la caída del imperio de Occidente, continuaron todavía los reyes godos concediendo a los arquiatros populares los mismos salarios. (Casiod. Varior., lib. 9, cap. 21.)
Se concedió a los arquiatros un privilegio mayor que los antecedentes y fue la exención de impuestos y de las cargas públicas, que los estados modernos exigen actualmente a los médicos y a los cirujanos. Pero tenían sus restricciones para que no fuesen muy gravosas al estado pues necesitaban la confirmación de los príncipes a su advenimiento al trono. Así fue que Vespasiano y Adriano tuvieron que confirmar las concesiones de Augusto (Digest., libro 50 , tomo IV, ley 18.) mayormente en lo que concernía a eximirlos de alojamiento de tropas, de todo servicio oneroso (famulatur), y en particular de servir en la guerra contra su voluntad (Digest., lib. 18, tomo I, ley 16 de excusat, párrafo 8.). Antonio Pio aseguró para lo sucesivo a los arquiatros las más extensas prerrogativas, habiendo sido las leyes romanas desde aquel tiempo muy liberales con toda especie de médicos y botánicos, no habiéndoles jamás obligado en lo sucesivo a prestar oficios viles. Antonio y Lucio Vero extendieron los privilegios de los arquiatros a todos los demás médicos que ejercían en el imperio. (Digest., párrafo 9 y 10.)
En cuanto al fuero jurídico civil y criminal parece que todos los médicos tenían muchas prerrogativas y particularmente la de evitar jurisdicción extraordinaria que se extendía a las matronas, dentistas y auricularios; pero exceptuaba a los charlatanes y exorcistas. (Digest., lib. 50, tomo XIII de extraordú cognit.) Había pena arbitraria contra los que ofendían a las personas de los arquiatros y estos no podían ser encarcelados ni obligados a comparecer ante la justicia. (Cod. Just. , lib. 10, tomo LII de medie. et prof., ley 6; Cod. Theod., lib. 13, tomo III de medie, et prof.) Sus viudas e hijos gozaban de la exención de alojamientos de tropas y sus bienes no sufrían impuesto alguno mientras permanecían en su poder. (Código Theodosiano, ley 2, 3,10, 12 y 16 ;, Cod. Just., libro 10, tomo LII de medie, et prof., ley 6.) Podían negarse a servir los cargos concejiles, no pagaban gastos ni derechos cuando eran ascendidos a dignidades más elevadas. (Cod. Theod., ley 2, 15 y 16.) Sus hijos estaban exentos del servicio militar (idem, lib. 13, tomo III de med. et prof., ley 3); y en una palabra, las leyes romanas concedían a todos los médicos y en especial a los arquiatros, todas las exenciones de las clases más privilegiadas.
En retribución de estos privilegios debían asistir todos los facultativos, reputados tales, gratis a los pobres y enseñar la medicina a la juventud. Les estaban prohibidas las transacciones con los enfermos durante la enfermedad y el poder heredarlos. No había en todo el imperio romano más escuela de medicina que la de Alejandría en Egipto y los que no podían ir a estudiar a África, se instruían con los arquiatros privadamente de maestros a discípulos. Según la ley 1, tít. 9, ff. de decretis ab ordini faciendi, no se permitía el ejercicio de la medicina al que no hubiera sido aprobado por el colegio de los arquiatros y la ley 6 del mismo título condenaba a una multa de 2.000 dracmas a los que faltaban a esta ley. Esta en los tiempos sucesivos fue confirmada con los godos , como se deduce del código Teodosiano, y más adelante por las bulas pontificias al tiempo de la admisión de la medicina en las universidades. En los siglos siguientes fueron decayendo estos privilegios, así como fue menos apreciada la sabiduría y como los emperadores de Occidente miraron la ignorancia como un auxilio poderoso para sostener su despotismo, fue eclipsándose y desapareciendo del imperio romano la medicina, al paso que los bárbaros la fueron destruyendo.

### Arquiatros palatinos
Existían otra especie de arquiatros llamados palatinos, orkialri sacri palatii, qui militabantintra palatium. Habitaban en la corte en donde formaban un colegio y estaban afectos al servicio del emperador. Esto les daba la expectativa de ciertos títulos lucrativos, tales eran el de perfectisimado (perfectisimati dignitatis) la comitiva (comitis dignitas, comitiva sacri palatii, el ilustrísímo clarisimado, etc.), de que gozaban igualmente después de retirados. Participaban de los títulos y de las gracias anejas a ellos, sus hijos y nietos. (Cod. Theod., lib. 7, tomo XXXV , ley 1.a) Los médicos de la corte tenían el título de V. P. vir perfectisimus pero si ocupaban el primer lugar de la comitiva se les llamaba V. Sp., vir spectabilis y marchaban a la par con los vicarios del imperio y los duques. (Cassiod. Varior., lib. 2, ep. 29, edic. citada.) Los médicos revestidos de la comitiva del primer rango (los había del segundo y del tercero) se llamaban comités, condes y comités archiatrorum, esto es, condes de los arquiatros; y si estaban retirados tomaban la denominación de ex-archiatris. (Cod. Just., lib. 10, tomo LII, ley 11 de medicin. et eorum liberis. Idem , tomo LI, ley 6.)